# Parque nacional Volcán Mombacho
La Reserva Natural Volcán Mombacho de Nicaragua, se ubica al sur de la ciudad de Granada y de las Isletas de Granada. La belleza de sus paisajes y la riqueza de su flora y fauna hacen de este lugar un sitio único. Su clima es exquisito. Todo es naturaleza. El sitio no solamente es impoluto sino que la zona oriental del parque aún se conserva virgen a la exploración humana. De la explosión del volcán se supone se formaron las Isletas de Granada. Existen además especies de fauna y flora únicas en el mundo. Hay excursiones turísticas que permiten la exploración del parque nacional.

## Flora y fauna
En la reserva natural Volcán Mombacho se encuentran 457 especies de plantas, En aves, consta de 186 especies, de las cuales 129 son especies residentes, 46 son migratorias del norte, 6 son residentes y migratorias, 2 migratorias del sur, y 3 en tránsito. La agricultura en el Departamento es de café, algodón, arroz caña de azúcar y maíz. En la cumbre del volcán se encuentra un bosque nuboso. Hay 87 especies de orquídeas.
La característica principal del Volcán Mombacho, en términos de vegetación, es el hecho de estar cubierto por un bosque nuboso. En Nicaragua casi no hay bosques nubosos. En otro tiempo había muchas extensiones en Jinotega cubiertas por bosques nubosos; no obstante, la mayoría fueron destruidos para dar paso al cultivo del café. Hoy día solo en el Volcán Mombacho, en el Volcán Maderas y en algunos Cerros del norte queda algo de los antiguos bosques nubosos. Los bosques nubosos albergan a una rica flora.
La vida animal es muy variada para el territorio ocupado por el volcán. En las laderas más bajas hay algunos venados y guardatinajas. La mayor biodiversidad se concentra en la parte alta del volcán. Ahí campean los pumas, y no es raro divisar un ocelote. En los árboles abundan los monos congos y los micos de carablanca. Hay algunos sahínos y se cree que todavía hay dantos. Se podría afirmar que el Mombacho es el Volcán más biodiverso de Nicaragua.

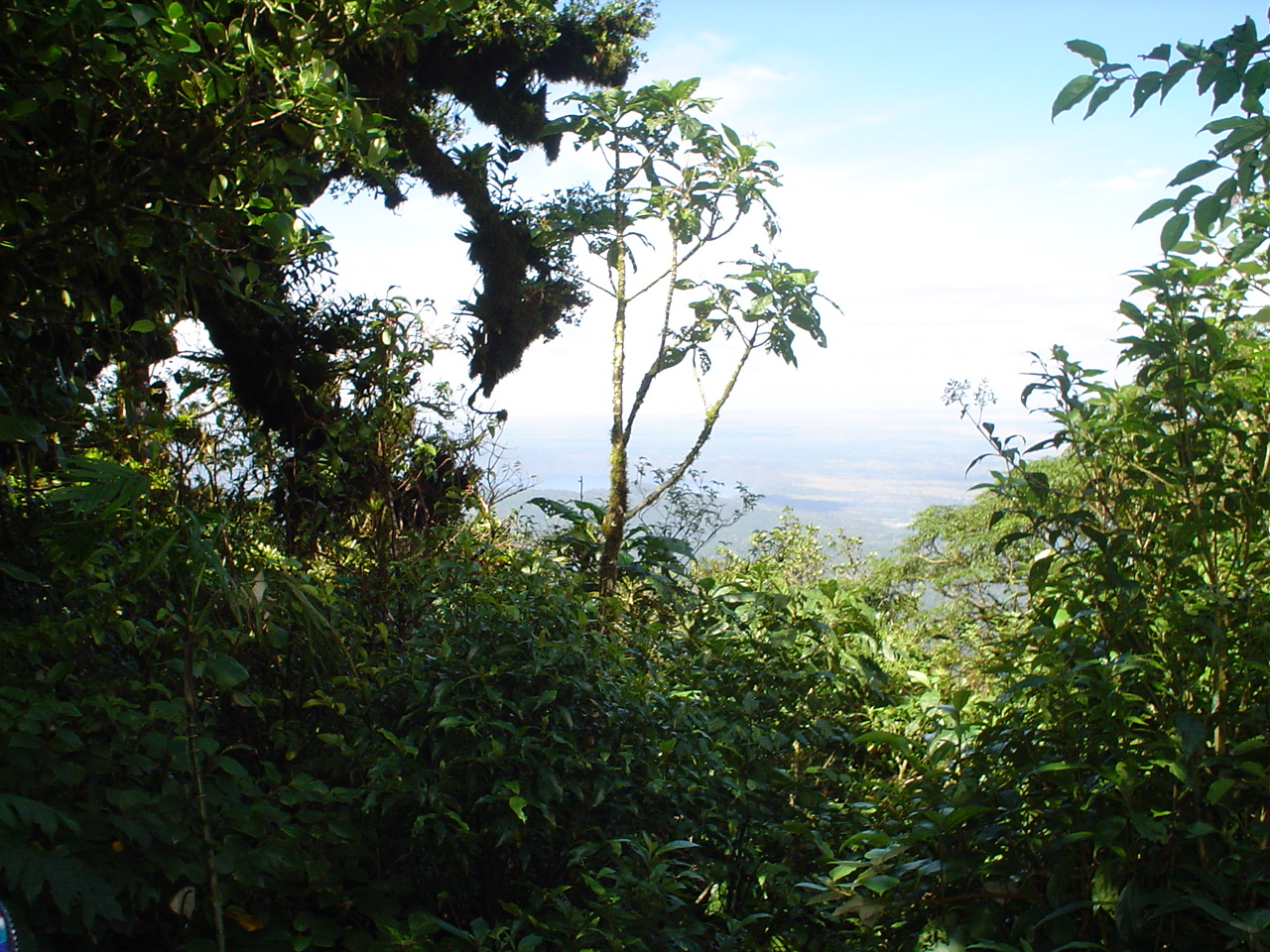
Flora de Granada.

Actualmente, en la reserva natural Volcán Mombacho se han acondicionado unos 1500 metros de senderos, localizados en la cúspide. Estos senderos están rodeados de una enorme variedad de plantas y animales, algunos de ellos únicos de este microhábitat, los que le ofrecen al turista un panorama inigualable de la flora y fauna de la zona.

## Especies únicas
Cabe destacar que la Zona es sumamente virgen, no se han realizado investigaciones por falta de recursos estatales,
En la Reserva bosque natural podemos encontrar fauna endémica (única del país) como por ejemplo la salamandra (Bolitoglossa mombachoensis) la cual fue descrita en 1999 por Günther Köhler y McCranie.
También se destacan en la zona Orquídea del Mombacho (Maxillaria mombachoensis) única también de este parque nicaragüense.
En insectos en la zona detallamos la mariposa (Napeogenes tolossa mombachoensis)
En aves, consta de 186 especies, de las cuales 129 son especies residentes, 46 son migratorias del norte, 6 son residentes y migratorias, 2 migratorias del sur, y 3 en tránsito.

## Ubicación y Geología
El Volcán Mombacho se localiza en el departamento de Granada, en el kilómetro 50 carretera Managua – Rivas, al Sudeste de la ciudad de Granada y tiene aproximadamente dos millones de años. La textura uniforme de las paredes de su cráter sugiere que en sus primeras fases de desarrollo el Mombacho fue formado a partir de cenizas y no de flujos de lava (Atwood, 1984). Tiene 3 cráteres llenos de vegetación de los cuales el más grande ocupa las cumbres, es profundo y abierto al lado sur. La única actividad histórica del volcán Mombacho de la que se tiene alguna referencia data del año 1570, cuando un alud dejó en ruinas a un pequeño poblado indígena de unos 400 habitantes, que habitaban en el lado sur del volcán (Fundación Cocibolca, 1999)

## Clima
El clima de las faldas del Mombacho es tropical seco, posee una marcada estación seca que va desde diciembre hasta finales de abril, presenta una temperatura promedio anual de 27 °C. El clima de las cumbres es húmedo, muy frío y con rápidos chubascos. La pluviosidad alcanza sus picos máximos en los meses de junio, septiembre y octubre con precipitaciones máximas de 480 mm, 680 mm y 500 mm desde diciembre de 1972 a noviembre de 1976 respectivamente. (Atwood, 1984).

## Leyendas y Mitos
Los mitos y leyendas envuelven el Volcán Mombacho, como las nubes que vagan entre sus bosques. El personal de la Fundación Cocibolca, grupo conservacionista que administra la reserva del durmiente coloso, las conoce muy bien. Algunos dicen que las claras aguas que brotan del subsuelo tienen poderes mágicos. Dicen que si un cazador hiere un animal en el Mombacho, nunca dará con el rastro del herido, y si alguien se roba de ahí una planta, nunca encontrará el camino de vuelta a casa.
Otro mito del Mombacho habla de una anciana, según dicen protectora del bosque, que aparece en medio de la bruma con un largo vestido blanco y se desvanece tan pronto uno se acerca.

## Descripción ecoturística y senderos del parque
El volcán Mombacho es uno de los más prominentes de Nicaragua. Está localizado a solo 10 km de la ciudad de Granada, y la entrada a la reserva está al pie del volcán. Desde allí, puede tomar un camión que sube hasta la cima 4 veces por día. También es posible llevar su propio vehículo, pero tiene que ser un 4×4, y el conductor debe tener experiencia manejando cuesta arriba.
Solo subir, ya sea que use su propio medio o el camión, le asegurará una aventura debido a lo empinado del camino. Podrá ver las plantaciones de café y más adelante verá el bosque nublado; desde aquí la vista es espectacular.
Cuando llegue al final de camino (a 1200 m) la temperatura habrá caído significativamente y la humedad será alta. Siempre está ventoso allí, así que asegúrese de llevar un suéter. Después del trayecto que dura unos 20 o 30 minutos, encontrará un centro turístico próximo a la cima del volcán —la Reserva del Mombacho es manejada por la Fundación Cocibolca—. Ese centro turístico es muy ilustrativo, ahí encontrará información acerca del volcán, su flora y fauna. En este centro podrá encontrar mapas, fotos, maquetas, recuerdos y demás material interesante. También hay una cafetería donde podrá comer y beber algo. Aquí también encontrará un guía para escalar el resto del volcán.
El Mombacho tiene cuatro cráteres. Todos están cubiertos por el bosque húmedo, el cual se encuentra solo en dos lugares en el Pacífico: aquí, y en el Volcán Maderas en Ometepe. En el Mombacho podrá elegir entre caminar alrededor de uno de los cráteres, o escalar el resto. Además de los diferentes tipos de árboles y plantas que afloran a causa del bosque húmedo, podrá observar monos aulladores y cara blanca, así como serpientes, venados, reptiles, pájaros e insectos. Hay varias especies endémicas que forman parte de la fauna del volcán: la Salamandra del Mombacho es una de las más representativas, ¡solo en este lugar del mundo se puede encontrar esta pequeña salamandra!

## Senderos
Hay tres senderos disponibles

### Sendero El Tigrillo
Duración: 2 horas y 30 minutos de camino
Dificultad: Media
Particularidades: muy buen camino para observar aves.

### Sendero El Cráter
Duración: 1 hora 30 minutos de camino
Dificultad: mediana
Particularidad: buena vista y oportunidad para ver el ecosistema del Mombacho

### Sendero El Puma
Duración: 4 horas de camino
Dificultad: difícil
Particularidad: una escalada retadora, pero que valdrá el esfuerzo. Verá diferentes tipos de bosques y una panorámica grandiosa. Diferentes plataformas le darán vistas magníficas y le harán sentir el fuerte viento del volcán.